# Arri
Pour les articles ayant des titres homophones, voir ARI, Hari et Harry.

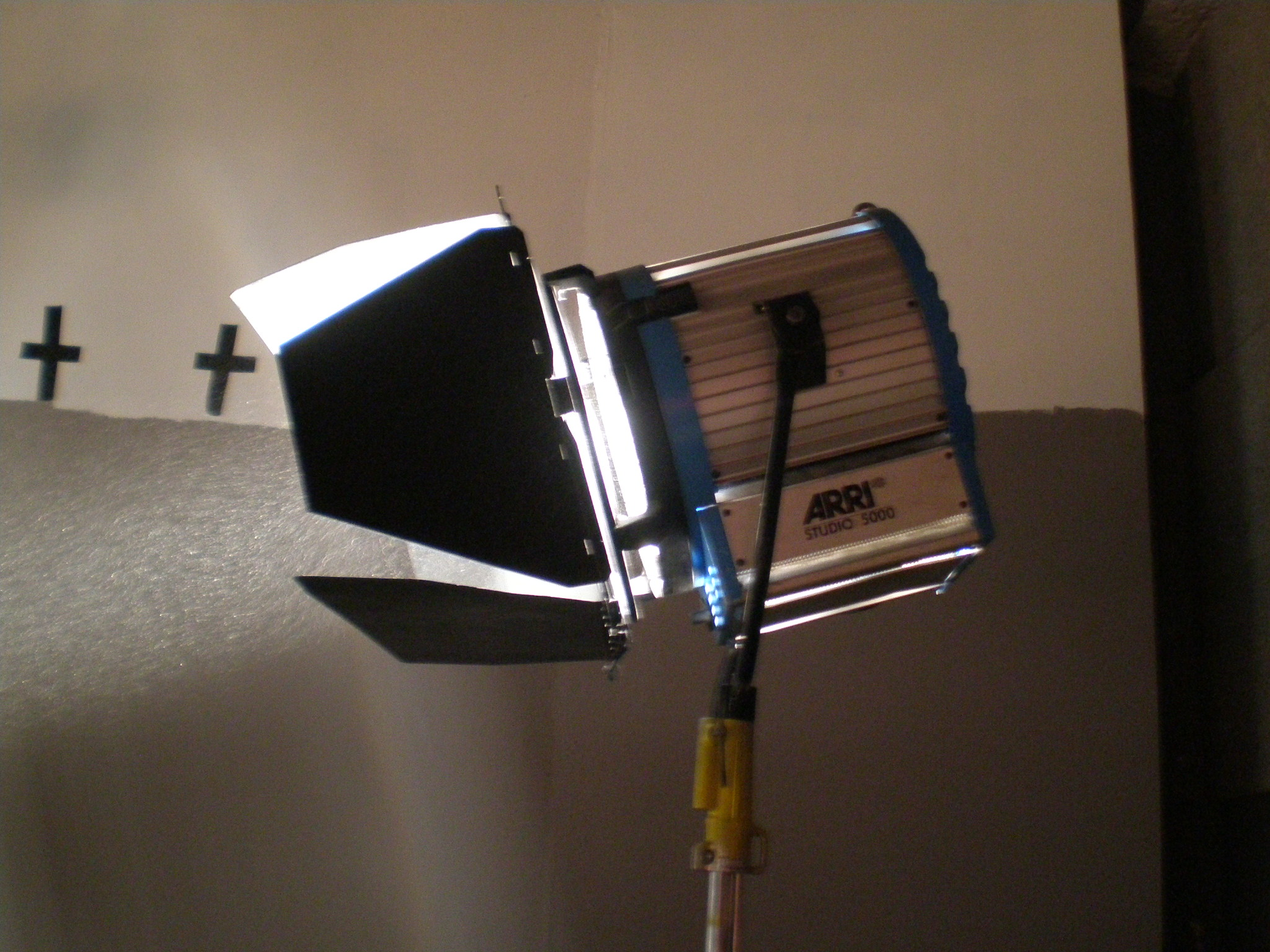
Projecteur de cinéma à lampe tungstène d'une puissance de 5 kW, de la marque Arri

Arri est une marque allemande de matériel de cinéma créée par August Arnold et Robert Richter en 1917, d'abord sous le nom Arnold & Richter Cine Technik.
Fabriquant d'abord des copieurs, des phares, des petites caméras et même des séries filmées, elle est plus connue pour ses caméras professionnelles Arriflex et Arricam (produite avec le fabricant autrichien de la caméra Moviecam). Arri a également diversifié ses activités et construit de nombreux matériels et accessoires de cinéma en plus des caméras : éclairages, scanners, optiques, etc.

## Histoire
C'est en 1932 que le chef du bureau d'études Erich Kästner commence la mise au point d'une caméra reflex à miroir. Le premier prototype pour film de 35 mm est présenté en 1937 à la foire de Leipzig sous le nom d'Arriflex 35. Cette caméra de poing, légère pour l'époque, est utilisée pour le tournage des films d'actualité et de propagande durant la Seconde Guerre mondiale, aux côtés d'autres appareils allemands ou français.
C'est en 1952 qu'apparaît le premier modèle 16 mm, la marque restant cantonnée au marché professionnel. Les caméras Arriflex sont conçues pour des prises de vues en 16 mm, 35 mm et 65 mm, mais la marque s'est aussi tournée vers le numérique avec la Arri D20.
Après avoir continué à expérimenter le numérique grâce à l'Arri D21, Arri a annoncé en 2009 la sortie de sa gamme Alexa, avec trois caméras affichant 800 ISO, avec une ergonomie proche des caméras 35 mm et enregistrant en HD et Arriraw. La caméra a été présentée le 13 février 2010 au micro-salon de l'AFC.
Arri Rental lance l'ALEXA 65 au Cinec Munich en septembre 2014. Au cours des vingt-cinq mois suivants, les caméras ALEXA 65 sont utilisées sur plus de productions en 65 mm qu'au cours des vingt-cinq années précédentes. l’ALEXA 65 est repris pour de bon par les plus grands cinéastes du monde notamment les films Avengers: Infinity War (2018) et Avengers: Endgame (2019) tournés intégralement avec cette caméra. Un des premiers utilisateurs des ALEXA a été Emmanuel Lubezki dans "The Revenant" (2015) et dans "Birdman" (2014).
En 2016, Arri fait l'acquisition des systèmes de stabilisation de caméra Artemis par Sachtler développés par Curt O. Schaller,.
En 2022, Arri annonce l'Alexa 35, une nouvelle caméra utilisant un nouveau capteur, le « Arri ALEV 4 CMOS Super 35 », succédant au capteur ALEV-3 (ALEV-III), utilisé sur toutes les caméras ALEXA depuis 2010.
En 2025, Curt O. Schaller a reçu l'Oscar, le Academy Scientific and Engineering Award, pour le concept, la conception et le développement du système Trinity 2,,,

## Modèles de caméra
- Argentique 65 mm :
  - 1989 : Arriflex 765

- Argentique 35 mm :
  - 1927 : Kinarri
  - 1937 : Arriflex 35

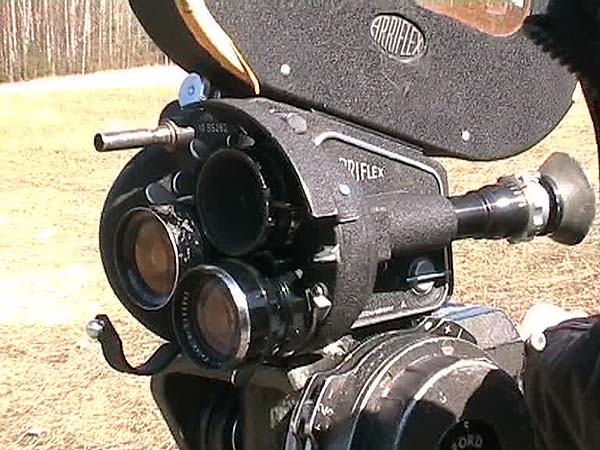
Arriflex 35 IIb

  - 1941 : Arriflex IIC (IIC HS, IIC V et IIIC)
  - 1972 : Arriflex 35 BL (I, II, III, IV, IVS et Evolution)
  - 1979 : Arriflex 35-III
  - 1990 : Arriflex 535
  - 1993 : Arriflex 535B
  - 1994 : Arriflex 435 (435 ES et 435 Advanced)
  - 2000 : Arriflex Arricam ST et LT
  - 2003 : Arriflex 235
- Argentique 16 mm :
  - 1950 : Arriflex 16S (16St et 16M)
  - 1965 : Arriflex 16BL
  - 1975 : Arriflex 16SR (16SR-HS, 16SR-2, 16HSR-2, 16SR-3 et 16HSR-3)
  - 2006 : Arriflex 416 (416 Plus, 416 Plus HS)

- Numérique capteur 35 mm :
  - 2005 : Arriflex D20 (en)
  - 2008 : Arriflex D21 (en)

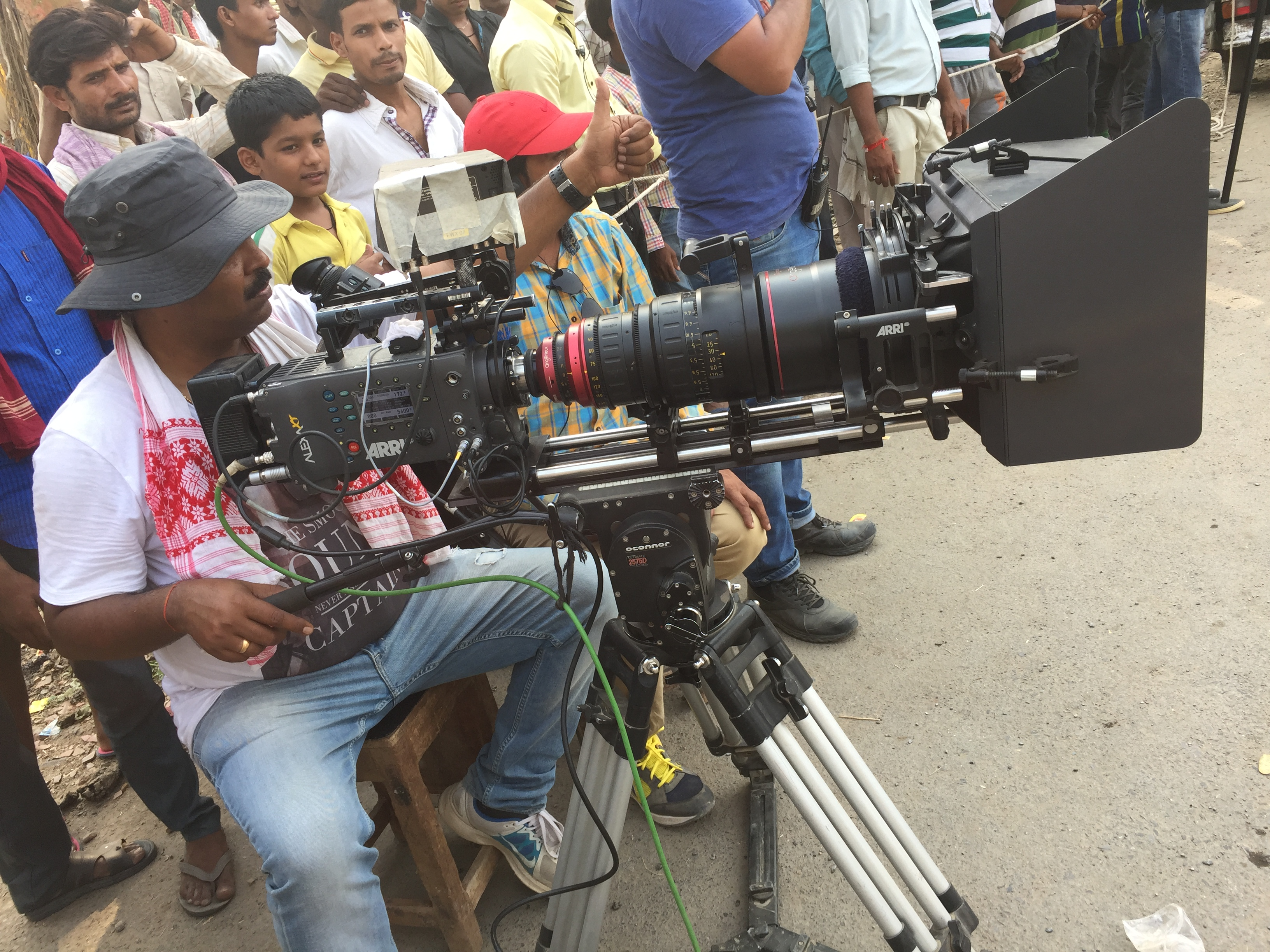
Arri Alexa XT

  - 2010 : Alexa EV (Alexa Plus et Alexa Studio)
  - 2014 : Amira (Amira Advanced et Amira Premium)
  - 2014 : Alexa XT (XT Plus, XT M et XT Studio)
  - 2015 : Alexa Mini
  - 2017 : Alexa SXT (SXT Plus, SXT Studio et SXT W)
  - 2018 : Alexa LF
  - 2019 : Alexa Mini LF
  - 2022 : Alexa 35[11]
- Numérique capteur 65 mm :
  - 2014 : Alexa 65
  - 2024 : Alexa 265